# Victor Martins
Victor Martins (Varennes-Jarcy, Francia; 16 de junio de 2001) es un piloto de automovilismo francés. Ha sido campeón del Campeonato Mundial de Karting en 2016. Desde 2018 hasta 2025 fue miembro de la Academia Alpine (anteriormente Renault Sport), siendo campeón de la Eurocopa de Fórmula Renault en 2020 y subcampeón en 2019. En su segundo año en el Campeonato de Fórmula 3 de la FIA se coronó campeón.
Desde 2023 compite en el Campeonato de Fórmula 2 de la FIA con ART Grand Prix, en 2025 como miembro de la Academia de pilotos de Williams. Hizo su debut en Fórmula 1 en los entrenamientos libres del Gran Premio de España de 2025, al mando del Williams FW47.

## Carrera

### Karting
Victor Martins comenzó su carrera automovilística en el karting en 2014. Compitió a nivel nacional e internacional, logrando dos títulos en 2016. Llegó a ser comparado con el piloto belga Stoffel Vandoorne debido a su concentración, físico y constante cuestionamiento al ganar el título de CIK-FIA World Championship a los 15 años.

### Fórmulas inferiores
Ascendió a carreras de monoplazas en 2016. Participó como piloto invitado en el Campeonato Francés de F4, llegando al podio en dos ocasiones. Al año siguiente, logró cuatro victorias en 11 podios y un total de 299 puntos para coronarse subcampeón.

### Fórmula Renault
En enero de 2018, Martins firmó contrato con R-ace GP para debutar en la Eurocopa de Fórmula Renault. En su primer año en la categoría, logró dos victorias en Red Bull Ring y en Spa-Francorchamps, y el quinto lugar en el Campeonato de Pilotos.
Al año siguiente pasó a MP Motorsport, reclamó seis victorias en 14 podios y el subcampeonato con 312.5 puntos detrás del australiano Oscar Piastri.
En 2020 volvió a cambiar de equipo, esta vez pasó a ART Grand Prix. En su tercer año logró siete victorias en 14 podios y un total de 348 puntos para quedarse con el Campeonato de Pilotos, delante de los pilotos Caio Collet y Franco Colapinto.

### Campeonato de Fórmula 3 de la FIA

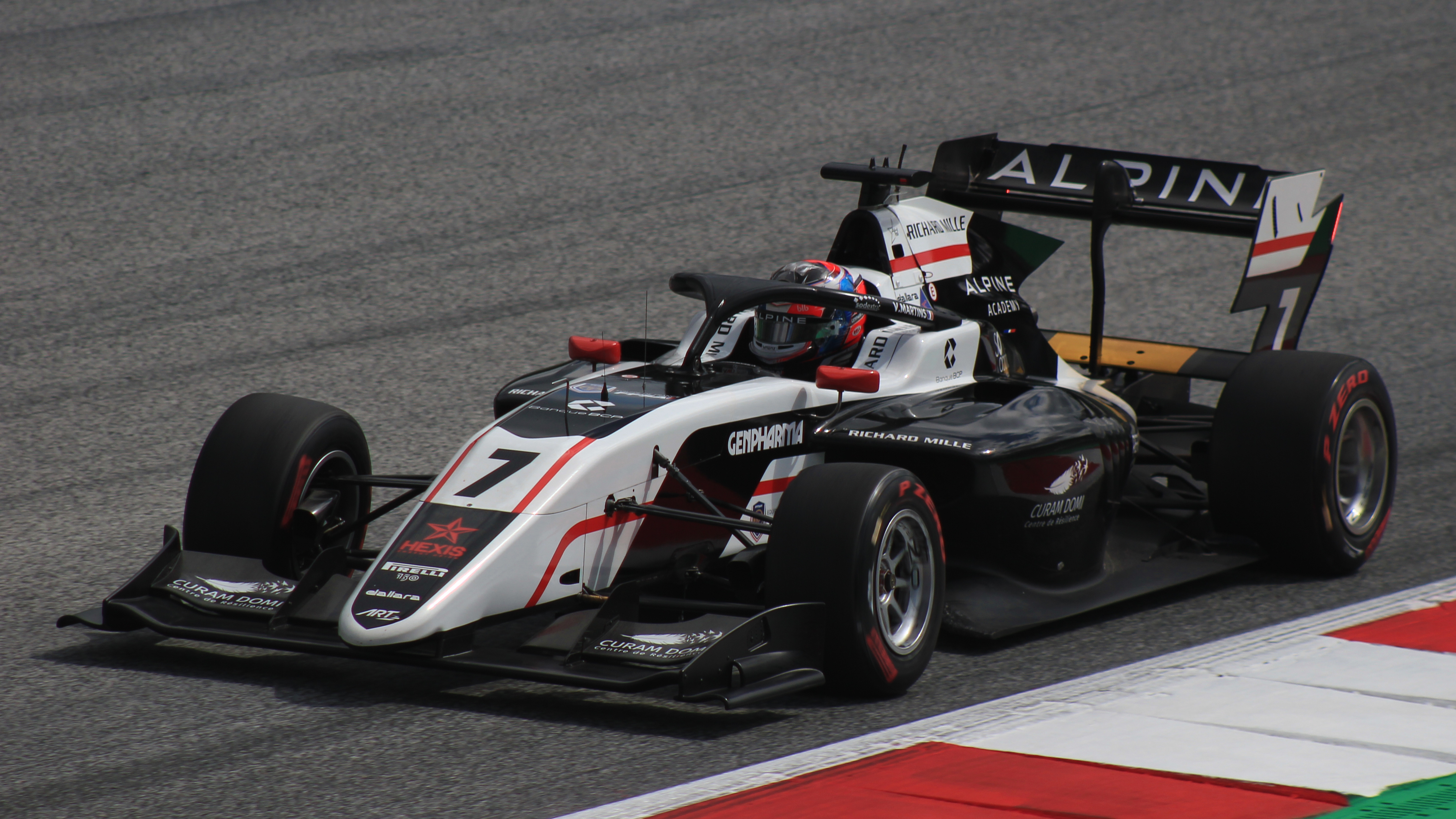
Victor Martins en Spielberg, 2022.

En octubre de 2020, Martins formó parte de los entrenamientos postemporada del Campeonato de Fórmula 3 de la FIA con la escudería ART Grand Prix. Sus mejores resultados fueron dos quintos puestos en las dos sesiones del día 1.
Cuatro meses más tarde, se unió junto a su rival de la Eurocopa de Fórmula Renault Caio Collet a MP Motorsport para disputar la temporada 2021. A lo largo del año logró seis podios y una victoria en la carrera 2 de la ronda en Zandvoort. Finalmente se ubicó en la quinta posición en el campeonato con 131 puntos, siendo también el mejor rookie de la temporada.
Para la temporada 2022, Victor fichó por ART Grand Prix, escudería con la que supo ser campeón de la Eurocopa de Fórmula Renault en 2020. A lo largo del año logró dos victorias, y otros cuatro podios que le permitieron reclamar el título de pilotos en la ronda final.

### Campeonato de Fórmula 2 de la FIA
En 2023 fue anunciada su continuidad en ART para hacer su debut en el Campeonato de Fórmula 2 de la FIA, teniendo de compañero a su compatriota y experimentado Théo Pourchaire.

## Resumen de carrera
| Temporada | Categoría                                     | Equipo                    | Carreras          | Victorias         | Poles             | VR                | Podios            | Puntos            | Pos.              |
| --------- | --------------------------------------------- | ------------------------- | ----------------- | ----------------- | ----------------- | ----------------- | ----------------- | ----------------- | ----------------- |
| 2016      | Campeonato Francés de F4                      | —                         | 4                 | 0                 | 0                 | 0                 | 2                 | 0                 | NC†               |
| 2017      | Campeonato Francés de F4                      | —                         | 21                | 4                 | 9                 | 10                | 11                | 299               | 2.º               |
| 2018      | Eurocopa de Fórmula Renault                   | R-ace GP                  | 20                | 2                 | 2                 | 1                 | 6                 | 186               | 5.º               |
| 2018      | Copa de Europa del Norte de Fórmula Renault   | R-ace GP                  | 12                | 1                 | 1                 | 3                 | 2                 | 83                | 12.º‡             |
| 2019      | Eurocopa de Fórmula Renault                   | MP Motorsport             | 19                | 6                 | 9                 | 5                 | 14                | 312.5             | 2.º               |
| 2019      | Campeonato Asiático de F3 - Serie de invierno | Pinnacle Motorsport       | 3                 | 0                 | 0                 | 0                 | 2                 | 0                 | NC†               |
| 2020      | Eurocopa de Fórmula Renault                   | ART Grand Prix            | 20                | 7                 | 10                | 8                 | 14                | 348               | 1.º               |
| 2021      | Campeonato de Fórmula 3 de la FIA             | MP Motorsport             | 20                | 1                 | 0                 | 4                 | 6                 | 131               | 5.º               |
| 2022      | Campeonato de Fórmula 3 de la FIA             | ART Grand Prix            | 18                | 2                 | 0                 | 1                 | 6                 | 139               | 1.º               |
| 2023      | Campeonato de Fórmula 2 de la FIA             | ART Grand Prix            | 26                | 1                 | 3                 | 6                 | 10                | 150               | 5.º               |
| 2024      | Campeonato de Fórmula 2 de la FIA             | ART Grand Prix            | 28                | 1                 | 1                 | 2                 | 5                 | 107               | 7.º               |
| 2025      | Campeonato de Fórmula 2 de la FIA             | ART Grand Prix            | Disputándose      | Disputándose      | Disputándose      | Disputándose      | Disputándose      | Disputándose      | Disputándose      |
| 2025      | Fórmula 1                                     | Atlassian Williams Racing | Piloto de pruebas | Piloto de pruebas | Piloto de pruebas | Piloto de pruebas | Piloto de pruebas | Piloto de pruebas | Piloto de pruebas |
| Fuente:   |                                               |                           |                   |                   |                   |                   |                   |                   |                   |

- † Martins fue piloto invitado, por lo tanto no fue apto para sumar puntos.
- ‡ Martins fue inelegible para sumar puntos a partir de la tercera ronda.

## Resultados

### Eurocopa de Fórmula Renault
(Clave) (negrita indica pole position) (cursiva indica vuelta rápida)

| Año     | Escudería      | 1        | 2       | 3        | 4       | 5       | 6       | 7       | 8       | 9       | 10      | 11        | 12        | 13      | 14      | 15      | 16      | 17        | 18        | 19        | 20      | Pos. | Puntos |
| ------- | -------------- | -------- | ------- | -------- | ------- | ------- | ------- | ------- | ------- | ------- | ------- | --------- | --------- | ------- | ------- | ------- | ------- | --------- | --------- | --------- | ------- | ---- | ------ |
| 2018    | R-ace GP       | LEC 1 11 | LEC 2 4 | MNZ 1 6  | MNZ 2 5 | SIL 1 6 | SIL 2 6 | MON 1 3 | MON 2 3 | RBR 1 9 | RBR 2 1 | SPA 1 Ret | SPA 2 1   | HUN 1 4 | HUN 2 9 | NÜR 1 4 | NÜR 2   | HOC 1 Ret | HOC 2 Ret | CAT 1 Ret | CAT 2 3 | 5.º  | 186    |
| 2019    | MP Motorsport  | MNZ 1 4  | MNZ 2   | SIL 1 10 | SIL 2 3 | MON 1   | MON 2   | LEC 1 3 | LEC 2 3 | SPA 1 2 | SPA 2 5 | NÜR 1 5   | NÜR 2 DNS | HUN 1   | HUN 2 3 | CAT 1   | CAT 2 1 | HOC 1     | HOC 2 5   | YMC 1 2   | YMC 2 1 | 2.º  | 312.5  |
| 2020    | ART Grand Prix | MNZ 1 10 | MNZ 2   | IMO 1 4  | IMO 2 4 | NÜR 1   | NÜR 2 1 | MAG 1 3 | MAG 2 1 | ZAN 1   | ZAN 2   | CAT 1     | CAT 2 1   | SPA 1 2 | SPA 2 4 | IMO 1 5 | IMO 2 1 | HOC 1 2   | HOC 2     | LEC 1 4   | LEC 2   | 1.º  | 348    |
| Fuente: |                |          |         |          |         |         |         |         |         |         |         |           |           |         |         |         |         |           |           |           |         |      |        |

### Campeonato de Fórmula 3 de la FIA
(Clave) (negrita indica pole position) (cursiva indica vuelta rápida puntuable)

| Año  | Escudería     | 1   | 1   | 1   | 2   | 2   | 2   | 3   | 3   | 3   | 4   | 4   | 4   | 5   | 5   | 5   | 6   | 6   | 6   | 7   | 7   | 7   | Pos. | Puntos | Ref.   |
| ---- | ------------- | --- | --- | --- | --- | --- | --- | --- | --- | --- | --- | --- | --- | --- | --- | --- | --- | --- | --- | --- | --- | --- | ---- | ------ | ------ |
| 2021 | MP Motorsport | BAR | BAR | BAR | LEC | LEC | LEC | SPI | SPI | SPI | BUD | BUD | BUD | SPA | SPA | SPA | ZAN | ZAN | ZAN | SOC | SOC | SOC | 5.º  | 131    | [ 17 ] |
| 2021 | MP Motorsport | 9   | 2   | 5   | 2   | 3   | 4   | 5   | 26† | 24  | 15  | 25  | 27  | 5   | 7   | 2   | 8   | 1   | 10  | 3   | C   | 8   | 5.º  | 131    | [ 17 ] |

| Año  | Escudería      | 1   | 1   | 2   | 2   | 3   | 3   | 4   | 4   | 5   | 5   | 6   | 6   | 7   | 7   | 8   | 8   | 9   | 9   | Pos. | Puntos | Ref.   |
| ---- | -------------- | --- | --- | --- | --- | --- | --- | --- | --- | --- | --- | --- | --- | --- | --- | --- | --- | --- | --- | ---- | ------ | ------ |
| 2022 | ART Grand Prix | SAK | SAK | IMO | IMO | BAR | BAR | SIL | SIL | SPI | SPI | BUD | BUD | SPA | SPA | ZAN | ZAN | MNZ | MNZ | 1.º  | 139    | [ 20 ] |
| 2022 | ART Grand Prix | Ret | 1   | 2   | 9   | Ret | 1   | 2   | 7   | 8   | 2   | 6   | 10  | 21  | Ret | 7   | 2   | 10  | 4   | 1.º  | 139    | [ 20 ] |

### Campeonato de Fórmula 2 de la FIA
(Clave) (negrita indica pole position) (cursiva indica vuelta rápida puntuable)

| Año   | Escudería      | 1   | 1   | 2   | 2   | 3   | 3   | 4   | 4   | 5   | 5   | 6   | 6   | 7   | 7   | 8   | 8   | 9   | 9   | 10  | 10  | 11  | 11  | 12  | 12  | 13  | 13  | 14  | 14  | Pos. | Puntos | Ref.   |
| ----- | -------------- | --- | --- | --- | --- | --- | --- | --- | --- | --- | --- | --- | --- | --- | --- | --- | --- | --- | --- | --- | --- | --- | --- | --- | --- | --- | --- | --- | --- | ---- | ------ | ------ |
| 2023  | ART Grand Prix | SAK | SAK | YED | YED | MEL | MEL | BAK | BAK | MON | MON | BAR | BAR | SPI | SPI | SIL | SIL | BUD | BUD | SPA | SPA | ZAN | ZAN | MNZ | MNZ | YMC | YMC |     |     | 5.º  | 150    | [ 24 ] |
| 2023  | ART Grand Prix | 3   | Ret | 2   | Ret | 15  | 18  | 13† | DSQ | 7   | 8   | 3   | 3   | 2   | 9   | 7   | 1   | 7   | 3   | 4   | 5   | 2   | 9   | 2   | Ret | 20  | 2   |     |     | 5.º  | 150    | [ 24 ] |
| 2024  | ART Grand Prix | SAK | SAK | YED | YED | MEL | MEL | IMO | IMO | MON | MON | BAR | BAR | SPI | SPI | SIL | SIL | BUD | BUD | SPA | SPA | MNZ | MNZ | BAK | BAK | LUS | LUS | YMC | YMC | 7.º  | 107    | [ 25 ] |
| 2024  | ART Grand Prix | 11  | Ret | Ret | 11  | 7   | 8   | 12  | 9   | Ret | 9   | 1   | Ret | 10  | 11  | Ret | 5   | 2   | 2   | 12  | Ret | 2   | 6   | 4   | 2   | 9   | NC  | 19  | 4   | 7.º  | 107    | [ 25 ] |
| 2025* | ART Grand Prix | MEL | MEL | SAK | SAK | YED | YED | IMO | IMO | MON | MON | BAR | BAR | SPI | SPI | SIL | SIL | SPA | SPA | BUD | BUD | MNZ | MNZ | BAK | BAK | LUS | LUS | YMC | YMC | 8.º  | 41     | [ 26 ] |
| 2025* | ART Grand Prix | Ret | C   | 14  | 5   | 8   | 3   | 4   | 12  | 17  | Ret | 5   | 8   |     |     |     |     |     |     |     |     |     |     |     |     |     |     |     |     | 8.º  | 41     | [ 26 ] |

- * Temporada en progreso.

### Fórmula 1
(Clave) (negrita indica pole position) (cursiva indica vuelta rápida)

| Año     | Escudería                 | 1   | 2   | 3   | 4   | 5   | 6   | 7   | 8   | 9      | 10  | 11  | 12  | 13  | 14  | 15  | 16  | 17  | 18  | 19  | 20  | 21  | 22  | 23  | 24  | Pos. | Puntos |
| ------- | ------------------------- | --- | --- | --- | --- | --- | --- | --- | --- | ------ | --- | --- | --- | --- | --- | --- | --- | --- | --- | --- | --- | --- | --- | --- | --- | ---- | ------ |
| 2025    | Atlassian Williams Racing | AUS | CHN | JPN | BHR | ARA | MIA | EMI | MON | ESP TD | CAN | AUT | GBR | BEL | HUN | NED | ITA | AZE | SIN | USA | MEX | SÃO | LVG | QAT | ABU |      |        |
| Fuente: |                           |     |     |     |     |     |     |     |     |        |     |     |     |     |     |     |     |     |     |     |     |     |     |     |     |      |        |